# Lewis Stadler

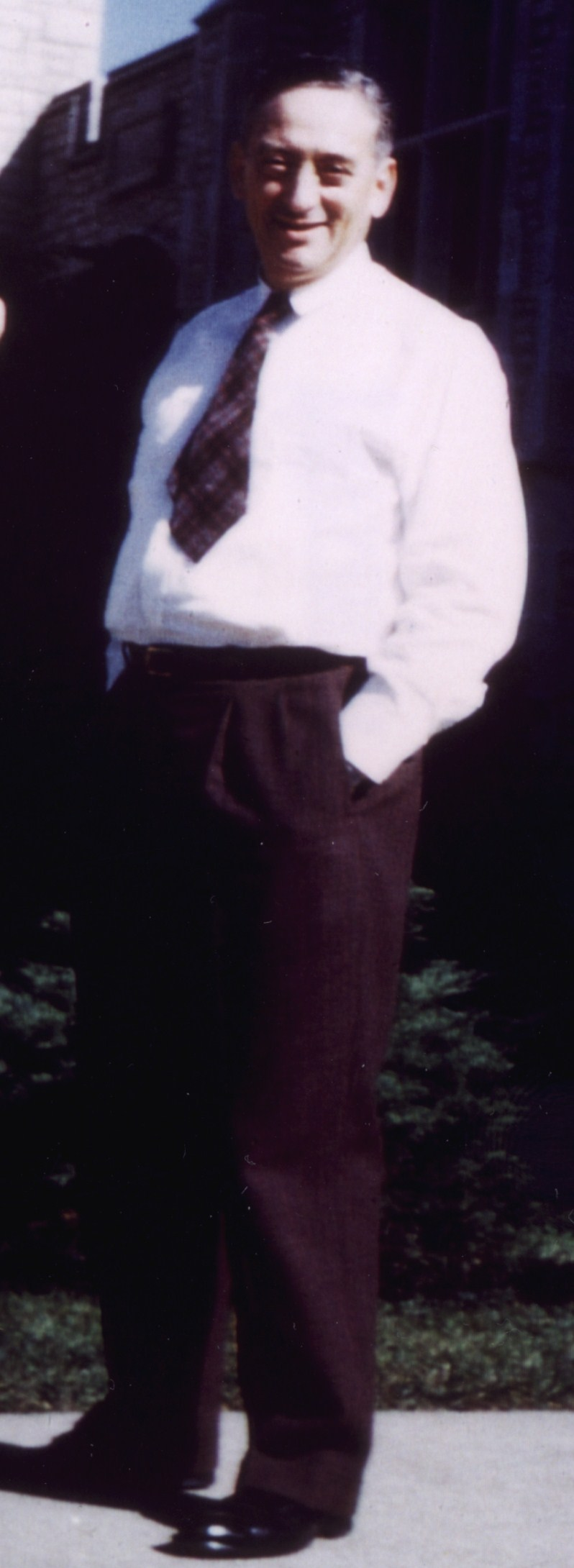
Lewis Stadler

Lewis John Stadler (* 6. Juli 1896 in St. Louis, Missouri; † 12. Mai 1954) war ein US-amerikanischer Genetiker.

## Leben
Lewis John Stadler wurde 1896 in St. Louis, Missouri als Sohn von Henry Louis und Josephine Ehrman Stadler geboren. Er begann ein Studium der Landwirtschaft an der University of Missouri in Columbia, Missouri und absolvierte einen Bachelor of Science in Landwirtschaft an der University of Florida (1917). Er kehrte an die University of Missouri zurück und promovierte dort 1922. Seine Forschung an der University of Missouri konzentrierte sich auf die mutagenen Wirkungen verschiedener Strahlungsformen auf wirtschaftlich wichtige Pflanzen wie Mais und Gerste. So war er 1927 einer der Entdecker der mutagenen Wirkung von Röntgenstrahlen. Zu seinen Mitarbeitern zählte zeitweise auch die spätere Nobelpreisträgerin Barbara McClintock. Stadler blieb bis 1954 an der University of Missouri, war aber auch Gastprofessor am California Institute of Technology (1940) und an der Yale University (1950).
Stadler war Präsident mehrerer akademischer Organisationen, darunter der Genetics Society of America, der American Society of Naturalists und Sigma Xi. Seit 1938 war er Mitglied der National Academy of Sciences, seit 1949 der American Academy of Arts and Sciences.
Stadler heiratete 1919 Cornelia Field Tuckerman. Sie hatten zusammen sechs Kinder.